# Claude Saujet
 (juillet 2025).
Motif : Sources attestant de la notoriété ?
- Archive Wikiwix
- Bing
- Cairn
- DuckDuckGo
- E. Universalis
- Gallica
- Google
- G. Books
- G. News
- G. Scholar
- Persée
- Qwant
- (zh) Baidu
- (ru) Yandex
- (wd) trouver des œuvres sur Wikidata

| 1. | Préciser le motif de la pose du bandeau. | Précisez le motif de la pose du bandeau en utilisant la syntaxe suivante : {{admissibilité à vérifier\|date=août 2025\|motif=remplacez ce texte par le motif}}                     |
| 2. | Informer les utilisateurs concernés.     | Pensez à avertir le créateur de l'article, par exemple, en insérant le code ci-dessous sur sa page de discussion : {{subst:avertissement admissibilité à vérifier\|Claude Saujet}} |

 (juillet 2025).
Il peut être nécessaire de l'améliorer pour respecter le principe de neutralité de point de vue. Veuillez consulter la page de discussion pour plus de détails.

 (juillet 2025).

Yves Saint Laurent et Claude Saujet.

Claude Saujet, né à Berlin le 7 janvier 1945, est un homme d’affaires français, actif dans l'industrie de la parfumerie et du luxe. Il est le fondateur et président général de Cosmétique et Parfum International (CPI) société créée en 1995, spécialisée dans le développement et la distribution de parfums de créateurs.

## Biographie

### Carrière
Claude Saujet commence sa carrière en 1967 comme directeur marketing pour Revlon France, avant de rejoindre Orlane en 1971. En 1975, il intègre le groupe Sanofi, où il supervise le lancement du parfum First de Van Cleef & Arpels, a été présenté en 1976 comme le premier parfum commercialisé par une maison de joaillerie.

### Direction dans l'industrie du luxe
En 1980, il est nommé directeur général de Cartier Parfums, où il pilote la création de Must de Cartier, le premier parfum de la maison. En 1983, il devient président de Cartier Inc. à New York. Il est ensuite nommé président de la maison de joaillerie américaine Harry Winston en 1985.
En 1990, Claude Saujet revient en France pour prendre la présidence de Sanofi Beauté, et d’Yves Saint Laurent Beauté, acquise par le groupe en 1993.

### Cosmétique et Parfums International
En 1995, Claude Saujet fonde Cosmétique et Parfum International (CPI) et la Compagnie Internationale du Luxe. Il signe la même année un accord de licence avec la créatrice de mode japonaise Hanae Mori, donnant naissance au parfum Butterfly, lancé lors du défilé haute couture de la créatrice à Paris en octobre 1995.
Depuis sa création, CPI a développé la distribution de plusieurs marques de parfums de niche, dont Atelier des Ors, Akro, et Roos & Roos. En parallèle, CPI lance la marque Domaine Privé, composée de parfums soliflores.

### Reconnaissance et influence

Hanae Mori et Claude Saujet devant la Cathédrale Notre-Dame de Paris

Le lancement du parfum "First" en 1976 présenté comme l’un des premiers parfums lancés par une maison de joaillerie, amorçant une tendance majeure dans l’industrie du luxe.
En 2001, un article de WWD souligne l’approche entrepreneuriale de Claude Saujet et son rôle dans la création de ponts entre mode, joaillerie et parfumerie.
Lors du décès de Hanae Mori en août 2022, plusieurs médias internationaux, tels que The New York Times, WWD et Le Monde, ont mentionné l’importance des parfums Hanae Mori dans l’univers des fragrances de créateurs et leur diffusion internationale.
En 1988, Claude Saujet est invité à participer à un voyage officiel au Japon dans une délégation de chefs d’entreprise américains, à l’initiative du président Ronald Reagan. Il reçoit à cette occasion un Certificate of Appreciation – Market Japan With America’s Best, décerné par l’administration américaine.

## Autres mandats
Claude Saujet est impliqué dans plusieurs initiatives et réseaux professionnels liés à l’industrie du luxe.

## Vie privée
Il est marié et père de deux enfants. Il partage son temps entre la France et les États-Unis.

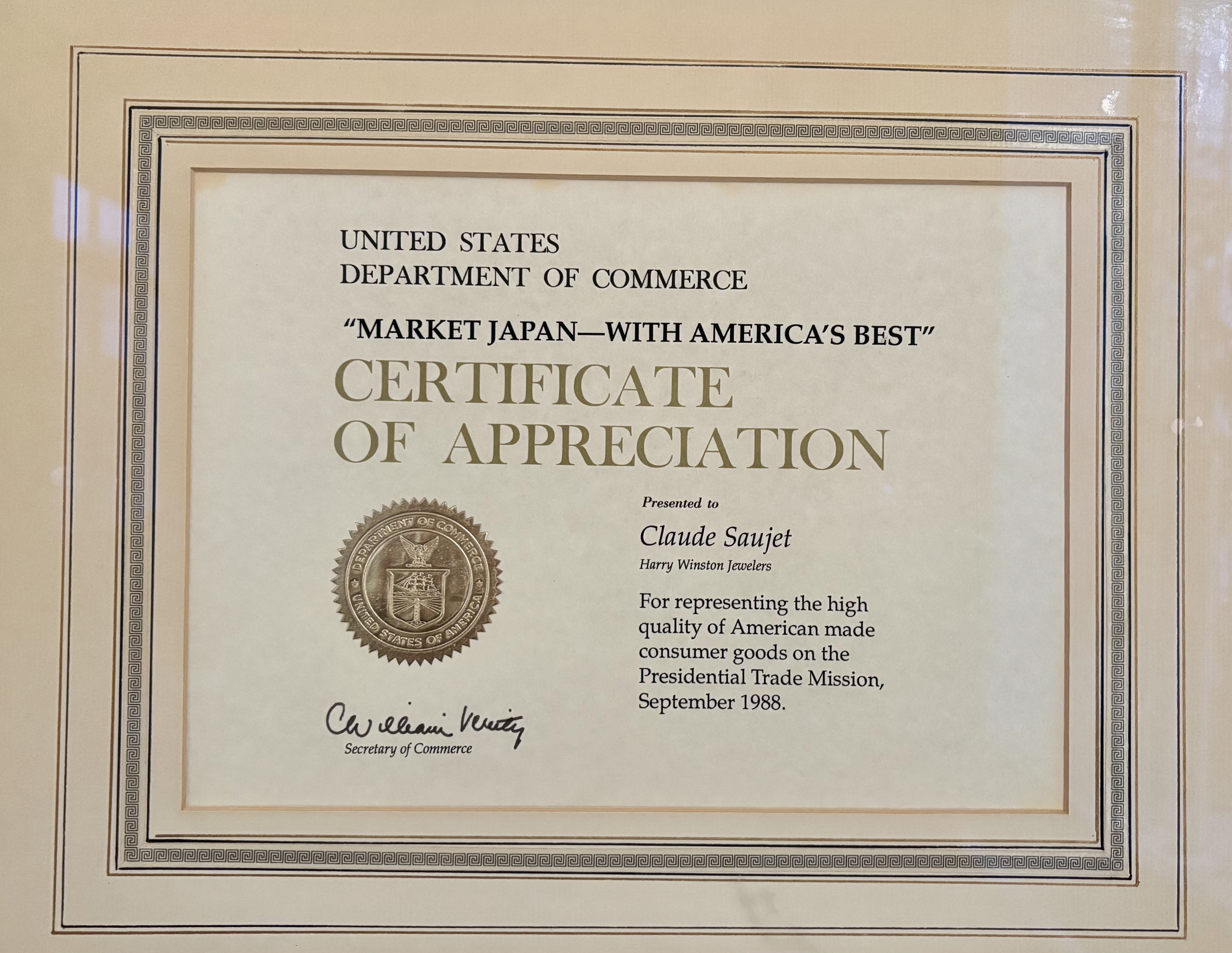
Certificate of Appreciation “Market Japan — With America’s Best” décerné à Claude Saujet en 1988

## Distinctions
- 1988 : « Certificate of Appreciation – Market Japan With America’s Best », délivré par le Département du Commerce des États-Unis.